# Bremke (Ilme)
Die Bremke, auch Algier oder Beke, ist ein Nebenfluss der Ilme im Gebiet der Stadt Dassel.

## Geographie

### Oberlauf
Der Bach entsteht im östlichen Solling nahe der Seutebornwiese nördlich der Landesstraße 549. Durch überwiegend bewaldetes forstwirtschaftlich genutztes Gelände fließt er in östliche Richtung hinab in Richtung Dassel. In dem Wohngebiet am westlichen Rand der Stadt Dassel ist er verrohrt. Weiter fließt er dann wieder als offener Bach mit Ausnahme von Straßenunterquerungen. Der Bach fließt geradeaus bis an den Rand der Altstadt. Der Oberlauf wird auch Algier genannt, was analog der Aller als sprachliche Ableitung von Erlen gedeutet wird, die für diesen Standort zur typischen Vegetation gehören.

### Unterlauf
Im Stadtzentrum am Rand der Altstadt ist der Bach durch ein wasserbauwerkliches Staustufenhindernis verbreitert, da der so entstandene kleine Teich Bestandteil des dortigen Parkes ist. Von dort fließt der Bach teilweise begradigt in südliche Richtung und bekommt ca. 100 m östlich der St.-Michael-Kirche Zufluss von einem unbenannten, in Mündungsnähe verrohrten, Quellbach, dessen Quelle unweit westlich seiner eigenen Quelle liegt. Der Unterlauf wird umgangssprachlich auch Beke genannt. Dort wurden in den 2000er Jahren mehrere alte Pappeln und Weiden gefällt, als angrenzend Bauerwartungsland ausgewiesen wurde. Am Stadtrand ändert sich noch einmal die Fließrichtung und geht wieder Richtung Ost durch landwirtschaftlich genutztes Gelände zur Ilme, zum Teil am örtlichen Betriebsgelände der Harz-Weser-Werke entlang. Die Mündung liegt nahe der Mündung des Spüligbachs.

## Nutzung
Am Oberlauf entlang der heutigen Landesstraße L 549 säumen einige Äpfel tragende Straßenbäume das Ufer. In diesem Abschnitt des Baches waren um 1900 stellenweise vier Reihen der Obstbäume als Allee parallel gepflanzt.
Das saubere Wasser des Baches, der außerhalb der Stadtmauern verlief, wurde in der Frühen Neuzeit zum Waschen von Leinen genutzt. Auch spiegelt dies sich in der Bezeichnung wider, falls Algier von sauber, schier (mittelniederdeutsch „schir“) abgeleitet ist.
Am Ufer des Unterlaufes befanden sich  Flächen zum Bleichen des Leinenstoffes.